# Sōtarō Yasui
 Sōtarō Yasui (安井 曾太郎, Yasui Sōtarō), 17 mai 1888 - 14 décembre 1955, est un peintre japonais, renommé pour le développement qu'il apporte au début du XXe siècle au portrait de style yō-ga (style occidental) dans la peinture japonaise.

## Biographie
Yasui est issu d'une famille de commerçants de Kyoto, mais abandonne l'école secondaire commerciale contre la volonté de sa famille pour poursuivre une carrière dans les arts. Il étudie la peinture à l'huile auprès d'Asai Chū au Shōgōin Yōga Kenkyujō et au Kansai Bijutsu-in (Académie des beaux-arts de Kansai) avec Ryūzaburō Umehara.
En 1907, à l'âge de dix-neuf ans, il se rend à Paris pour étudier à l'Académie Julian auprès de Jean-Paul Laurens. Durant ses sept années passées en France, il est fortement influencé par le style réaliste de Jean-François Millet, de Pierre-Auguste Renoir et de Paul Cézanne en  particulier. Contraint de rentrer au Japon en 1915 après le déclenchement de la Première Guerre mondiale, il fait ses débuts à l'exposition Nikakai où il présente quarante-quatre peintures qu'il a faites à Paris. Pendant les dix années suivantes, Yasui souffre de problèmes de santé récurrents et n'expose pas, tout en essayant de perfectionner son style qui intègre des contours clairs et des couleurs éclatantes dans les portraits et les paysages, alliant réalisme occidental avec les touches plus douces des techniques traditionnelles du nihonga. Il fait montre de ces techniques en 1930 avec son tableau « Un portrait de femme » qui lui vaut d'être salué par la critique, puis est nommé membre de la prestigieuses Académie japonaise des arts en 1935.
À partir de 1936, il coopère avec Ikuma Arishima pour fonder la Issui-kai, organisation rivale de la Nikakai. Dans la période d'après-guerre, nombre de ses tableaux sont choisis comme couverture du magazine littéraire Bungeishunjū. À partir de 1944, il est professeur à l'université des arts de Tokyo. En 1952, il reçoit l'Ordre de la Culture et meurt d'une pneumonie en 1955. Sa tombe se trouve au temple Shokaku à Kyoto.

## Sélection d’œuvres
- Femmes aux cheveux noirs (黒き髪の女, Kurki-kami no onna?), 1924, BB Plaza Art Museum
- Portrait d'une femme (婦人像, Fujin-zo?), 1930, Musée d'art moderne de Tokyo
- Chin-Jung (金蓉?), 1934, Musée d'art moderne de Tokyo

## Sources
- Keene, Donald. Dawn to the West. Columbia University Press; (1998).  (ISBN 0-231-11435-4)
- Mason, Penelope. History of Japanese Art . Prentice Hall (2005).  (ISBN 0-13-117602-1)
- Miyoshi, Masao. Postmodernism and Japan. Duke University Press (1986)  (ISBN 0-8223-0896-7)
- Sadao, Tsuneko. Discovering the Arts of Japan: A Historical Overview. Kodansha International (2003).  (ISBN 4-7700-2939-X)
- Schaarschmidt Richte. Japanese Modern Art Painting From 1910 . Édition Stemmle.  (ISBN 3-908161-85-1)
- Weisenfeld, Gennifer. MAVO: Japanese Artists and the Avant-Garde, 1905–1931. University of California Press (2001).  (ISBN 0-520-22338-1)